# نورکراس (جورجیا)
نورکراس، جورجیا (به انگلیسی: Norcross, Georgia) یک شهر در ایالات متحده آمریکا با جمعیت ۹٬۱۱۶ نفر است که در جورجیا واقع شده‌است.

## موقعیت جغرافیایی
موقعیت جغرافیایی شهرها و مناطق اطراف به شرح زیر است: